# Robert Lloyd Praeger
Robert Lloyd Praeger (Holywood (Contea di Down), 25 agosto 1865 – 5 maggio 1953) è stato un naturalista e storico irlandese.

## Biografia
Di formazione unitarianista, nacque a Holywood, contea di Down, e crebbe nella stessa città in cui fu educato, dapprima nella scuola del Reverendo McAlister e quindi presso l'adiacente Sullivan Upper School.
Lavorò presso la National Library of Ireland a Dublino dal 1893 al 1923. Fu cofondatore e editore della pubblicazione Irish Naturalist e scrisse articoli sulla flora e sulla geografia dell'Irlanda.
Praeger organizzò la Lambay Survey nel 1905 e, dal 1909 al 1922, la più estesa Clare Island Survey.
Egli fu un ingegnere per studi accademici, un libraio per professione e un naturalista per inclinazione personale.
Nel 1948 fu il primo Presidente di An Taisce e dell'Irish Mountaineering Club e esercitò il ruolo di Presidente della Royal Irish Academy.
Nel 1921 ricevette la Veitch Memorial Medal della Royal Horticultural Society.
Praeger è sepolto nel cimitero di Deansgrange, a Dublino, con sua moglie Hedwig.
La sua sorella minore Rosamund Praeger fu una scultrice e una artista botanica.

## Le "sue" contee
Praeger adottò un sistema di vicecontee fondato sulla suddivisione dell'Irlanda in 40 vicecontee, che si basava sulle contee esistenti.
Comunque i confini tra esse non corrispondono sempre ai confini amministrativi e sussistono dei dubbi a proposito di quale sia la loro corretta interpretazione.

## Pubblicazioni di Praeger
- Praeger, R.Ll.  Irish Topographical Botany (ITB), Proceedings of the Royal Irish Academy, Vol. (23) 3rd. series, Vol. 7).
- Praeger, R.Ll. 1893. The Flora of County Armagh. Ir Nat.: II.
- Praeger, R.Ll. et al. 1902.  The exploration of the caves of Kesh, Co. Sligo. Trans. R. Ir. Acad., 32B: 171 - 214.
- Praeger, R.Ll. 1902. Gleanings in Irish Topographical Botany. Proc. Roy. Irish Academy, 24B: 61- 94.
- Praeger, R.Ll. 1901 Irish Topographical Botany: Supplement 1901 - 1905. Proc. Roy. Irish Academy, 26B: 13 - 45.
- Praeger, R.Ll. 1929. Report on recent additions to the Irish fauna and flora (Phanerogramia). Proc. Roy. Irish Academy 39B: 57 - 78.
- Praeger, R.Ll. 1932. Some noteworthy plants found in or reported from Ireland. Proc. Roy. Irish Academy. 41B: 95 - 24.
- Praeger, R.Ll. 1934a. The Botanist in Ireland. Dublin.
- Praeger, R.Ll. 1934b. A contribution to the flora of Ireland. Proc. Roy. Irish Academy. 42B: 55 - 86.
- Praeger, R.Ll. 1937 The Way That I Went, An Irishman in Ireland, Allen Figgis, Dublin 1980, ISBN O 900372 93
- Praeger, R.Ll. 1939. A further contribution to the flora of Ieland. Proc. Roy. Irish Academy. 45B: 231 - 254.
- Praeger, R.Ll. 1946 Additions to the knowledge of the Irish Flora, 1939- 1945. Proc. Roy. Irish Academy. 51B: 27 - 51.
- Praeger, R.Ll. 1951. Hybrids in the Irish flora: a tentative list. Proc. Roy. Irish Academy. 54B: 1 - 14.
- Praeger, R.Ll. 1949. Some Irish Naturalists, a Biographical Note-book. Dundalk.